# Пигадица
Пигадица (грч. Πηγαδίτσα) је насељено место у општини Гребен у периферији Западна Македонија, Грчка. Према попису из 2021. године било је 79 становника.
Према бугарском географу и историчару, Василу Канчову, у Пигадици је 1900. године живело 261 Грк хришћанин и 200 Грка муслимана (Валахади). Године 1923. муслиманско становништво је принудно исељено у Турску а на њихово место је насељена 71 грчка избегличка породица, укупно 254 особа. На попису из 1928. године Пигадица је имала 350 становника.